# Філіпп Бозон
Філіпп Бозон (фр. Philippe Bozon; 30 листопада 1966, м. Шамоні, Франція) — французький хокеїст, правий нападник. Член Зали слави ІІХФ (2008).
Його син Тім також хокеїст.
Виступав за «Сен-Жан Касторс» (QMJHL), «Пеорія Рівермен» (ІХЛ), «Монблан», «Гренобль», «Шамоні», «Сент-Луїс Блюз», «Ла-Шо-де-Фон», «Лозанна», «Адлер Мангейм», «Лугано», «Женева-Серветт».
В чемпіонатах НХЛ — 144 матчі (16 голів, 25 передач), у турнірах Кубка Стенлі — 16 матчів (2 голи).
У складі національної збірної Франції провів 98 матчів (57 голів); учасник зимових Олімпійських ігор 1992, 1998 і 2002, учасник чемпіонатів світу 1990 (група B), 1991 (група B), 1992, 1994, 1995, 1996, 1997, 1998, 1999, 2000 і 2001 (дивізіон I). 

## Досягнення
- Чемпіон Франції (1988, 1991)
- Чемпіон Німеччини (1997, 1998, 1999).